# Chloornitraat
Chloornitraat is het nitraat van chloor en heeft als brutoformule ClNO3. De stof komt voor als een gas dat hevig reageert met water. 
Het is een sterke oxidator die ook in de aardse atmosfeer voorkomt, meer bepaald in de stratosfeer. Het speelt een belangrijke rol bij de vermindering van de hoeveelheid ozon.

## Synthese
Chloornitraat kan bereid worden door de reactie van dichloormonoxide en distikstofpentoxide bij 0°C:
{\displaystyle {\ce {Cl2O + N2O5 -> 2ClNO3}}}

## Toxicologie en veiligheid
Chloornitraat reageert explosief met metalen, alcoholen, ethers en tal van organische verbindingen. De reactie met methaalchloriden, zoals titanium(IV)chloride, is eveneens explosief:
{\displaystyle {\ce {4ClNO3 + TiCl4 -> Ti(NO3)4 + 4Cl2}}}
Chloornitraat reageert ook met alkenen (bijvoorbeeld isobuteen) tot een salpeterzuurester:
{\displaystyle {\ce {(CH3)2C=CH2 + ClNO3 -> O2NOC(CH3)2CH2Cl}}}